# Fenitoïna
La fenitoïna és un medicament anticonvulsiu. És útil per evitar les convulsions tònico-clòniques i la convulsió parcial, però no per la crisi d'absència. La forma intravenosa s'usa per status epilepticus que no millora amb les benzodiazepines. Es pot usar per certes arrítmies cardíaques o el dolor neuropàtic.

Els efectes secundaris comuns inclouen nàusea, dolor abdominal, pèrdua de la gana, mala coordinació increment del creixement del cabell i ampliació de les genives.
La fenitoïna va ser sintetitzada l'any 1908 per Heinrich Biltz i trobat útil per a les convulsions el 1936.